# Pokémon
Pokémon (ポケモン?, Pokemon, /ˈpɔkemon/ in italiano,  [pokemoɴ] in giapponese) è un media franchise giapponese di proprietà della The Pokémon Company, creato nel 1996 da Satoshi Tajiri. Esso è incentrato su delle creature immaginarie chiamate "Pokémon", che gli umani possono catturare, allenare e far combattere per divertimento. Il franchise nasce come coppia di videogiochi sviluppati da Game Freak e pubblicati da Nintendo per la console portatile Game Boy. L'enorme successo ottenuto in tutto il mondo ha portato alla creazione di ulteriori videogiochi, anime, film, manga, un gioco di carte collezionabili, libri e innumerevoli gadget e giocattoli.

Logo internazionale di Pokémon

Un francobollo che celebra Pikachu, il Pokémon più famoso

Il nome è una parola composta originata dalla coppia di parole inglesi Pocket Monsters (ポケットモンスター?, Poketto Monsutā, «mostri tascabili»). La contrazione sarebbe dovuta essere "Pockemon", come visibile sia nell'anime che nel gioco di carte collezionabili, formata dalla contrazione della grafia corretta «Pocket Monster». Tuttavia si preferì rimuovere la «c», sia per evitare confusione che per ragioni commerciali legate all'esistenza di Monster in my pocket.
Nel nome è inserita la lettera «é», non per indicare l'accento tonico, ma per segnalare agli anglofoni che la vocale non è muta e distinguere così la pronuncia, ad esempio, da quella del verbo «to poke» ([poʊk]).
I vari videogiochi che li vedono protagonisti hanno venduto, al 2014, oltre 260 milioni di copie, rendendo Pokémon il secondo franchise videoludico per volume di vendite dopo Mario. Secondo stime della The Pokémon Company aggiornate al 2013 e riportate dalla rivista giapponese Famitsū, il franchise ha generato introiti per 4 000 miliardi di yen, di cui 1 800 in Giappone e 2 200 all'estero. Nel novembre 2017 l'azienda ha dichiarato di aver venduto oltre 300 milioni di videogiochi in tutto il mondo. A marzo 2024 The Pokémon Company dichiara di aver venduto oltre 480 milioni di videogiochi.

## Origine
(Satoshi Tajiri)

Altro francobollo, raffigurante il Pokémon Mew

I Pokémon nascono in Giappone, un paese in cui l'hobby di collezionare insetti è molto diffuso tra i bambini. Agli inizi degli anni 1990 il creatore dei Pokémon, Satoshi Tajiri, che adorava questo passatempo e aveva fondato la software house Game Freak, viene in contatto con il Game Boy, la console portatile della Nintendo, e con il Game Link Cable. Aiutato dai suoi ricordi d'infanzia, Tajiri elabora l'idea dei "Pocket Monsters" (inizialmente chiamati Capsule Monsters), come surrogati virtuali dalle sembianze mostruose degli animali domestici.
L'idea si concretizza nel febbraio 1996 con la pubblicazione dei due videogiochi per Game Boy, Pocket Monsters Aka (ポケットモンスター 赤?, Poketto Monsutā Aka, Pocket Monsters Rosso) e Pocket Monsters Midori (ポケットモンスター 緑?, Poketto Monsutā Midori, Pocket Monsters Verde), distribuiti in occidente solamente il 30 settembre 1998 con il nome di Pokémon Versione Rossa e Versione Blu. Nei due titoli il giocatore può collezionare e allenare 151 creature di vario genere e abilità, minute come Jigglypuff o enormi e mostruose come Golem, o Onix, e farli combattere con Pokémon di altri allenatori, incrementandone così la potenza. Molti di questi Pokémon possono evolversi, ovvero mutare stato e aspetto acquisendo nuove mosse e incrementando le loro statistiche, diventando più potenti della forma precedente. Successivamente è stata inoltre introdotta la possibilità ai Pokémon di riprodursi mediante allevamento.
Durante i combattimenti i Pokémon non sanguinano, né possono perire a causa di un incontro. Se vengono sconfitti o sono esausti, i Pokémon perdono conoscenza e divengono inutilizzabili nelle battaglie. Questa particolarità ha permesso a Tajiri di creare un gioco di lotta senza tuttavia farlo diventare violento.
Lo slogan ufficiale dei Pokémon è Acchiappali tutti!, traduzione dalla frase inglese Gotta catch 'em all! ideata dal produttore televisivo Norman J. Grossfeld. Nella sua formulazione inglese compare ripetutamente nei testi di alcune sigle italiane dell'anime Pokémon. Il motto non è più stato utilizzato ufficialmente a partire dal 2003, in occasione della pubblicazione statunitense di Pokémon Rubino e Zaffiro. Nella serie animata l'ultimo utilizzo dello slogan risale all'episodio Addii e partenze, il cui titolo in lingua inglese è Gotta Catch Ya Later! (gioco di parole traducibile in italiano in "Ci acchiappiamo dopo!"). Nel sito ufficiale dedicato a Pokémon Nero e Bianco è stata adottata l'espressione "See 'Em All". Lo slogan è stato nuovamente ripreso a partire dalla campagna promozionale di Pokémon X e Y, sebbene il motto non appaia nelle copertine dei due titoli, con la creazione del sito GottaCatchEmAll.com. Nel 2016, in occasione del ventennale dalla pubblicazione di Rosso e Verde in Giappone, viene adottato lo slogan L'allenamento non finisce mai.

## Videogiochi

Un Pokémon della terza generazione, Wingull, contro uno della prima, Tentacool

I primi tre videogiochi della serie, Pocket Monsters Aka, Midori e Ao, condividono la stessa trama, con Ao che venne distribuito solamente nell'ottobre del 1996. I tre videogiochi vennero distribuiti al di fuori del Giappone sotto il titolo di Pokémon Rosso e Blu.
Il protagonista dei videogiochi della prima generazione è un ragazzo di Biancavilla (マサラタウン?, Masara Town, in inglese Pallet Town), compaesano del Professor Oak, un noto ricercatore di Pokémon nonché inventore del Pokédex, un'enciclopedia elettronica che memorizza e rivela le informazioni riguardanti tutti i Pokémon incontrati o catturati. Rosso si assume il compito di aiutare il Professor Oak a completare la lista dei 151 Pokémon presenti nella regione di Kanto (basato sull'omonima regione giapponese), tentando di anticipare il suo rivale, Blu (vicino di casa del protagonista e nipote dello scienziato), a cui è stata affidata la stessa missione. Per aiutare i due giovani a svolgere il loro compito, Oak permette loro di scegliere un Pokémon iniziale tra Bulbasaur, Squirtle e Charmander, tre Pokémon rispettivamente di tipo Erba, Acqua e Fuoco, che li accompagneranno nel loro viaggio alla ricerca di nuove specie di Pokémon.
Il successo della serie animata omonima ha contribuito alla creazione di Pokémon Giallo che differisce dai titoli precedenti per via della presenza di Pikachu come Pokémon iniziale e della possibilità di ottenere Bulbasaur, Squirtle e Charmander all'interno del gioco.
La Nintendo ha in seguito continuato a pubblicare nuovi giochi dedicati ai personaggi ideati da Tajiri, fino a superare il numero di trenta titoli. La maggior parte sono videogiochi di ruolo, distribuiti fino agli anni 2000 in gruppi di tre per ogni generazione: Pokémon Rosso, Blu e Giallo per la prima; Pokémon Oro, Argento e Cristallo per la seconda; Pokémon Rubino, Zaffiro e Smeraldo per la terza e infine Pokémon Diamante, Perla e Platino per la quarta. A partire dal 2010 i videogiochi sono stati distribuiti a coppie: Pokémon Nero e Bianco e i sequel Pokémon Nero 2 e Bianco 2, Pokémon X e Y, Pokémon Sole e Luna e Pokémon Ultrasole e Ultraluna, Pokémon Spada e Scudo, e infine Pokémon Scarlatto e Violetto. A questi titoli si aggiungono i remake Pokémon Rosso Fuoco e Verde Foglia (dei capostipiti Pokémon Rosso e Pokémon Verde), Pokémon Oro HeartGold e Argento SoulSilver (basati sui titoli della seconda generazione) e Pokémon Rubino Omega e Zaffiro Alpha (ambientati nella stessa regione di Rubino e Zaffiro).
Nel 2016 è stato distribuito Pokémon Go, un videogioco free-to-start per iOS e Android realizzato con la collaborazione di Niantic. Questo titolo è compatibile con Pokémon Let's Go, Pikachu! e Let's Go, Eevee!, remake per Nintendo Switch di Giallo.
Nel 2021 sono stati annunciati i remake Pokémon Diamante Lucente e Perla Splendente per Nintendo Switch, oltre a Leggende Pokémon: Arceus, ambientati nella regione di Sinnoh.

### Modalità di gioco
Le varie versioni dei videogiochi della serie si differenziano, oltre che per i nomi anche per i Pokémon rintracciabili al loro interno. Quest'ultima caratteristica obbliga il giocatore a utilizzare la funzione dello scambio. Con due cartucce di Pokémon, due Game Boy (o Nintendo DS) e un cavo Game Link (e, successivamente, tramite connessione Wi-Fi o Wireless) è infatti possibile inviare un Pokémon a un giocatore collegato ricevendone un altro in cambio. In questo modo è possibile ottenere i Pokémon mancanti nella propria versione e completare il Pokédex.
Sebbene originariamente fossero solamente 151, il numero complessivo di Pokémon ha raggiunto le 251 unità con i videogiochi Pokémon Oro e Argento. Durante la terza generazione sono stati introdotti ulteriori 135 Pokémon e, dopo la pubblicazione dei videogiochi Pokémon Diamante e Perla, i Pokémon sono diventati in totale 493. Con l'arrivo della quinta generazione il numero di Pokémon è salito a 649. Nella sesta generazione il totale dei Pokémon raggiunge le 721 unità, a cui si aggiungono le megaevoluzioni, mentre la settima, oltre a portare il totale dei Pokémon a 809 unità, ha introdotto alcune forme di Pokémon delle generazioni precedenti. Ulteriori Pokémon e forme regionali di creature introdotte in passato sono state create in occasione dell'ottava generazione che ha portato il numero di Pokémon a 890, escludendo dal computo le varianti.
Ogni Pokémon può possedere uno o due tipi tra i 18 disponibili. In origine le tipologie erano solamente 15: i tipi Acciaio e Buio sono stati aggiunti a partire dalla seconda generazione, mentre Folletto è stato introdotto solo nella sesta.

### Generazioni

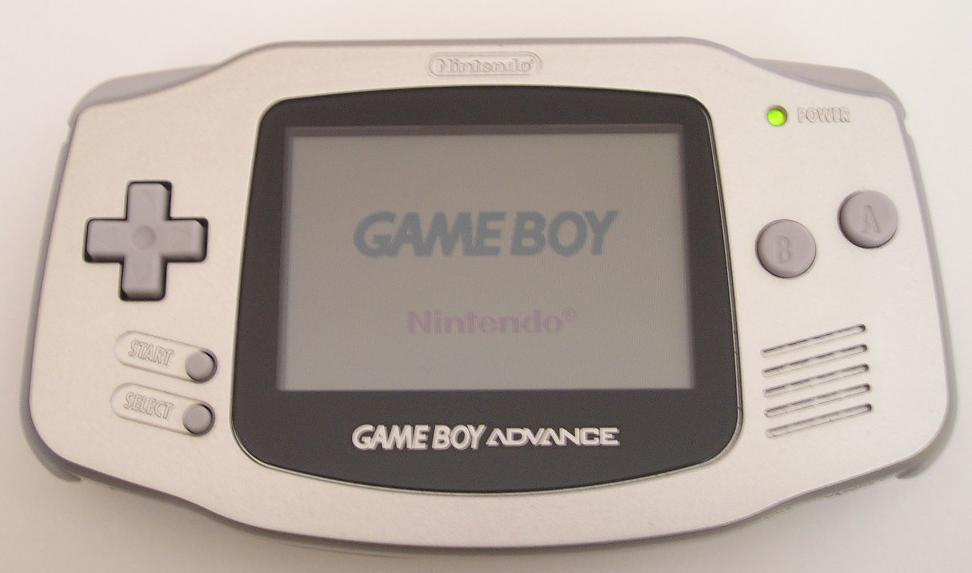
Game Boy Advance

Tutti i Pokémon creati dalla Pokémon Company sono divisi in generazioni: esistono nove differenti generazioni, ognuna composta da un numero variabile di Pokémon. Ogni generazione è stata introdotta da una coppia di videogiochi per Game Boy (o per le successive console portatili della Nintendo, incluso il Nintendo DS), a partire da Pokémon Rosso e Blu. Ogni generazione, oltre ad aggiungere nuovi Pokémon, presenta una serie di caratteristiche che possono sostituire quelle dei precedenti titoli.
Le generazioni sono divise cronologicamente per ordine di pubblicazione: i Pokémon di ogni nuova generazione generalmente vengono mostrati in anteprima nel corso dell'anime (soprattutto nei film) o nel gioco di carte prima della uscita dei videogiochi della serie principale. Tuttavia l'anime, il manga e il gioco di carte sono divisi in serie che ricalcano lo schema dei videogiochi, traendo spesso spunto dagli eventi dei videogiochi.
Qualche caratteristica invece è stata prima introdotta altrove, prima di essere implementata nei giochi. Per esempio le sfide "Due contro Due" sono apparse molto tempo prima nell'anime che nel gioco, e le Abilità dei Pokémon sono state tratte dai Poteri Pokémon, introdotti molto tempo prima nel gioco di carte collezionabili Pokémon.

### Pokémon rari ed eventi Pokémon

Tipi di Pokémon

Alcuni Pokémon, come Mew o Celebi, possono essere ottenuti nelle cartucce italiane solo tramite trucchi come GameShark, Xploder o Action Replay, poiché sono stati distribuiti soltanto tramite eventi o strumenti speciali esclusivamente nel mercato giapponese e statunitense.
Tra gli eventi speciali organizzati in Italia va citato il Pokémon Day che nel 2004 ha permesso ai partecipanti di ottenere il Biglietto Eone, che permette la cattura nel gioco di Latias o Latios sull'Isola Remota nelle versioni Rubino, Zaffiro e Smeraldo. Il 2 e 3 luglio 2005 è stato organizzato un altro Pokémon Day a Mirabilandia. I giocatori di Pokémon Rosso Fuoco e Verde Foglia che si trovavano all'evento hanno potuto ricevere in omaggio il Biglietto Aurora, utilizzabile per raggiungere una nuova area segreta del gioco, l'Isola Materna, nella quale è possibile catturare il Pokémon leggendario Deoxys. Nel Pokémon Day svoltosi il 26, 27 e 28 luglio 2006, la Nintendo ha continuato a regalare Pokémon leggendari ai partecipanti. Tra i Pokémon più rari spiccavano i nomi di Ho-Oh e Lugia.
L'edizione 2007 del Pokémon Day, organizzata sempre a Mirabilandia il 7 e l'8 luglio, oltre a fornire la possibilità di ottenere Mew nei videogiochi Pokémon Rubino, Zaffiro, Smeraldo, Rosso Fuoco e Verde Foglia, ha permesso ai giocatori che assistevano di vedere in anteprima i videogiochi Pokémon Diamante e Perla. L'anno successivo, il 12 e 13 luglio 2008, il Pokémon leggendario protagonista della manifestazione è stato Darkrai, comparso nel film Pokémon: L'ascesa di Darkrai. Il lungometraggio Pokémon: Giratina e il Guerriero dei Cieli è stato invece proiettato nel corso del Pokémon Day svoltosi il 18 e 19 luglio 2009.
Nell'estate del 2011 è stato invece organizzato il primo Pokémon Camp, un evento itinerante simile al Pokémon Day organizzato in diverse città italiane. Il 13 e 14 luglio 2013 viene proiettato a Mirabilandia il lungometraggio Pokémon: Kyurem e il solenne spadaccino.

## Anime

### Serie TV

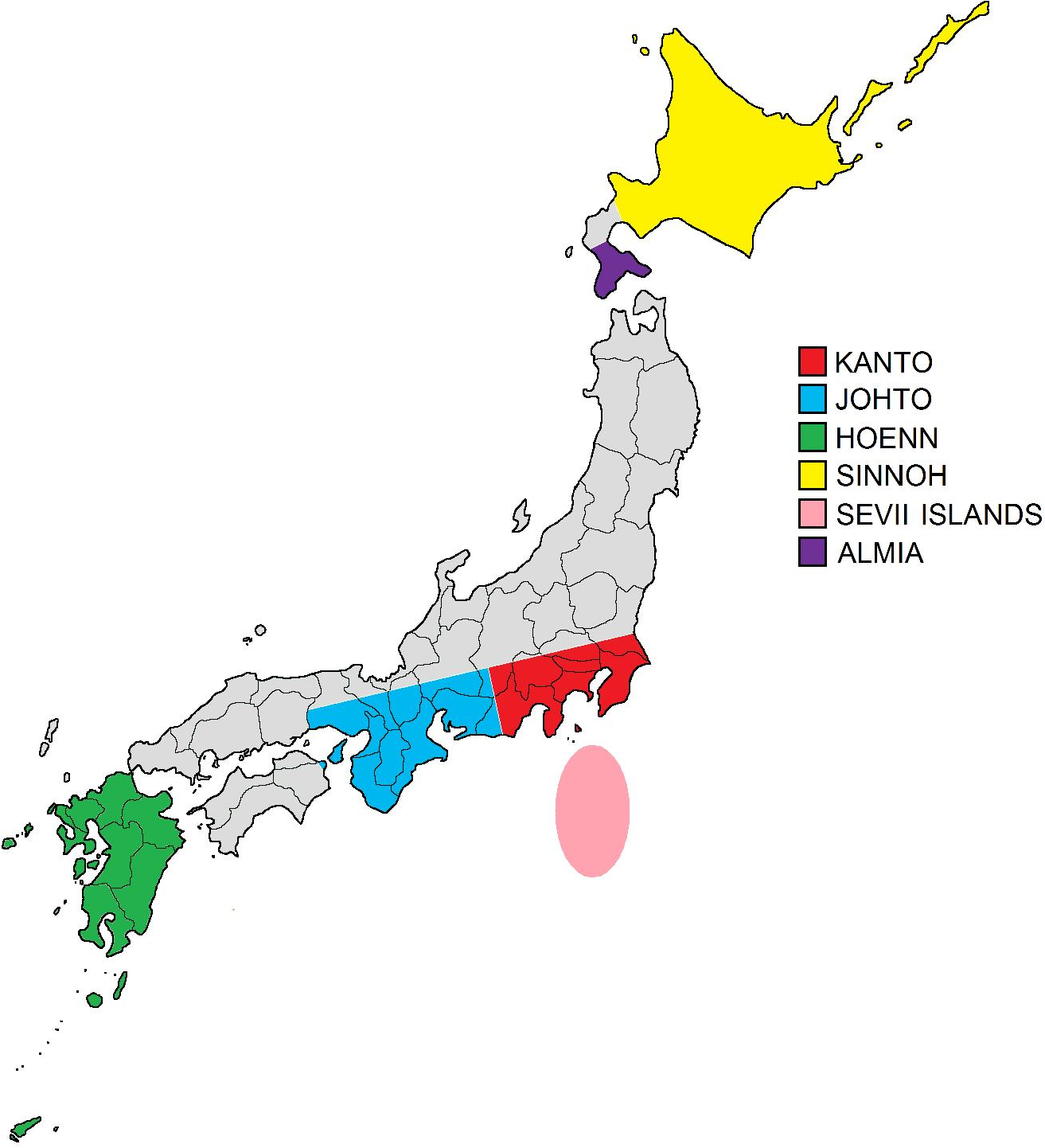
Mappa del Giappone che raffigura le regioni nipponiche che sono servite da modello per alcune aree della serie

Nell'anime il protagonista è Ash Ketchum, un ragazzo di Biancavilla deciso a diventare maestro di Pokémon, ovvero a raggiungere il maggior grado di abilità come allenatore. Il giorno in cui finalmente deve ricevere il suo primo Pokémon però si sveglia tardi, e al suo arrivo al laboratorio del Professor Oak, quest'ultimo è costretto a consegnargli l'unico Pokémon rimasto, Pikachu, che diventerà la sua inseparabile spalla.
Le sei serie anime sono ufficialmente divise in 22 stagioni, ognuna composta da un numero variabile di episodi che varia da 34 a 83 (di cui 4 composte da esattamente 52 episodi). La ventiduesima stagione è trasmessa a partire dal 2019 sia negli Stati Uniti che in Italia. 
La prima serie, denominata semplicemente Pocket Monsters, tratta del viaggio di Ash nelle regioni di Kanto e Johto, quest'ultima dopo aver visitato le Isole Orange. Le puntate sono basate sulla prima e la seconda generazione dei corrispettivi videogiochi. Insieme ad Ash, viaggeranno Brock, capopalestra di Pewter City e Misty, la più giovane delle sorelle della palestra di Cerulean City. In seguito, Tracey Sketchit, disegnatore e osservatore di Pokémon, prenderà temporaneamente il posto di Brock, accompagnando Ash attraverso le Isole Orange. Il rivale di Ash è Gary Oak, nipote del Professor Oak.
La seconda parte, chiamata Pocket Monsters Advanced Generation (dal nome della console Game Boy Advance), invece è completamente ambientata a Hoenn e, per un breve periodo, al Parco Lotta di Kanto. In questa regione Ash cattura vari Pokémon della terza generazione, tra cui Snorunt, Treecko e Taillow, che in seguito si evolveranno, rispettivamente, in Glalie, Sceptile e Swellow. Tra gli altri Pokémon catturati ricordiamo Corphish, Torkoal e Aipom. In questa serie Ash fa da insegnante e mentore a Vera, una giovane allenatrice. Insieme a loro viaggia Max, fratello minore di Vera, molto preparato sui Pokémon, ma ancora troppo giovane per essere un allenatore. Brock ritorna a far parte del gruppo, invece Misty si reca a Cerulean City per aiutare le sorelle nella palestra di famiglia. Questa saga è basata sulla terza generazione.
La terza stagione, denominata Pocket Monsters Diamond & Pearl, si svolge a Sinnoh. In questa regione Ash fa la conoscenza della giovane coordinatrice di Pokémon Lucinda, che decide di viaggiare insieme a lui e a Brock, mentre Vera è partita per affrontare le Gare Pokémon di Johto e Max è tornato nella sua città natale, Petalipoli. Durante il loro viaggio, i tre protagonisti incontrano e catturano diversi Pokémon della quarta generazione, comparsi nei titoli Pokémon Diamante e Perla, e fanno conoscenza di Paul.
La quarta serie, Pokémon Nero e Bianco, narra del viaggio di Ash nella regione di Unima insieme a Iris e Spighetto. L'allenatore farà amicizia con Belle, mentre il nuovo rivale sarà Diapo.
La quinta parte, Pokémon XY, è ambientata nella regione di Kalos dove Ash incontra Serena e farà amicizia con il capopalestra Lem.
La sesta serie invece prende il nome di Pokémon Sole e Luna. Gli episodi sono ambientati nella regione di Alola, dove Ash frequenta la Scuola di Pokémon dell'Isola Mele Mele e sostiene le prove del Giro delle Isole. A scuola, il ragazzo fa amicizia con Lylia, Ibis,  Suiren, Kawe e Chrys, suoi compagni di classe.
Nel corso della diciottesima stagione l'anime ha superato gli 800 episodi. A questi si aggiungono gli episodi speciali e i lungometraggi. Nel novembre 2017 l'emittente televisiva TV Tokyo ha celebrato la trasmissione dell'episodio numero 1 000.

#### L'anime e il videogioco

Boeing 747 della compagnia ANA. Da sinistra a destra compaiono i Pokémon Clefairy, Pikachu e Togepi. Dietro le ali sono visibili Mewtwo e Snorlax.

Si possono notare delle somiglianze tra l'anime e i videogiochi. Ad esempio, nella versione originale della serie animata, i titoli dei primi episodi erano seguiti da una piccola freccia rivolta verso il basso. Ciò fu senza dubbio ispirato alle schermate dei videogiochi, che presentano una freccia quando il testo è diviso in più parti e bisogna scorrerlo per visualizzarlo tutto. Si può notare che, fino alla quinta serie, al termine di ogni singolo episodio, la scritta "to be continued" che appariva sullo schermo era preceduta da una piccola freccia rivolta verso destra, che ricorda i tasti direzionali del Game Boy. Negli episodi più recenti la freccia è scomparsa.
Già dal primo episodio della serie si nota che l'anime è un tentativo di ricalcare il videogioco. Infatti l'episodio "L'inizio di una grande avventura" ("Pokémon, I choose you!") inizia con uno scontro, con stile da videogioco, tra un Gengar e un Nidorino, preso dall'inizio del videogioco Pokémon Rosso, che si trasforma in stile cartoon. La scelta dell'animazione iniziale tratta dalla versione Rossa non è casuale, infatti uno dei nomi default del protagonista di questo titolo è appunto Ash (invece in Pokémon Blu uno dei nomi default è Gary e lo scontro è tra Gengar e Jigglypuff).
Inoltre i luoghi, gli oggetti e i Pokémon delle varie zone sono quasi identici a quelli del gioco. Nonostante ci siano ripetuti combattimenti tra Pokémon, i personaggi della serie animata non sembrano tener sempre conto delle strategie necessarie per vincere gli incontri, come invece accade nel videogioco, spesso ignorando le statistiche dei Pokémon, le loro mosse o addirittura il loro tipo. La maggior parte degli episodi dell'anime segue una linea guida leggera e rilassata e con un'atmosfera a volte molto comica, fattore che ha contribuito non poco ad attaccare ai Pokémon la nomea di prodotto esclusivamente per bambini in età scolare.
Tuttavia stando alle dichiarazioni dello storyboarder dell'anime, Masamitsu Hidaka, riproporre vicende simili all'interno della storia è una scelta voluta e condivisa dagli autori. Essi ritengono infatti che il pubblico sia in continuo cambiamento e sempre nuove generazioni di spettatori si appassionano all'anime, mentre altre, superando il target di età a cui si rivolge, lo abbandonano. Sempre secondo l'intervista pare inoltre che non si abbia l'intenzione di interrompere la serie fintanto che il business funziona.

#### Episodi censurati
La serie animata dei Pokémon è incorsa più volte in censure per i motivi più vari.
Il primo caso riguarda il 38º episodio della prima serie, Dennō senshi Porygon (でんのうせんしポリゴン?), che è stato bandito in tutto il mondo. L'episodio in questione andò in onda la prima e unica volta il 16 dicembre 1997 in Giappone, causando circa 700 casi di epilessia, provocata da alcune sequenze nelle quali vengono mostrate intermittenze luminose troppo veloci, aventi questa successione: un fotogramma rosso, uno blu e uno azzurro, tutti ripetuti. Alcune persone hanno sofferto di attacchi di epilessia anche a causa della successiva trasmissione della sequenza d'immagini incriminate durante la diffusione della notizia tramite telegiornali. L'evento, denominato dalla stampa Pokémon shock, è inoltre menzionato in un documento top secret del NGIC (National Ground Intelligence Center).
Un altro episodio censurato in tutto il mondo è stato l'episodio Yureru Shima no Tatakai! Dojoach VS Namazun!! (ゆれる島の戦い！ ドジョッチVSナマズン！！?, Battaglia nell'Isola Sismica! Barboach contro Whiscash!!). La data prevista di trasmissione dell'episodio in Giappone era il 4 novembre 2004, ma non fu trasmesso perché il 23 ottobre dello stesso anno avvenne il terremoto nel Chuetsu che fece deragliare un treno (l'incidente non causò vittime). La trama dell'episodio prevedeva, infatti, che alcuni Whiscash causassero un terremoto. L'episodio fu prima rimandato e in seguito il network decise di non trasmetterlo. L'episodio non fu nemmeno tradotto in inglese, probabilmente a causa dello shock che lo tsunami del 26 dicembre 2004 aveva nel frattempo causato nell'opinione pubblica.
Questi due episodi sono stati banditi anche in Italia, dal momento che la traduzione italiana è basata sulla versione statunitense della serie. Oltre a questi, anche altri tre sono stati censurati in molti paesi, Italia inclusa: Vacanze ad Acapulco, La leggenda di Dratini e La Via Gelata!
Il primo di questi tre episodi mostrava James, membro del Team Rocket, travestito da donna per partecipare a un concorso femminile in bikini. In seguito l'episodio è stato trasmesso negli Stati Uniti senza la sequenza incriminata, fatto che non permise una adeguata comprensione dello stesso.
Il secondo è ambientato nella Zona Safari. Questo episodio è stato censurato perché uno dei personaggi, il custode dell'area, era in possesso di armi da fuoco che usa nel corso dell'episodio per minacciare Ash e i compagni e per attaccare i membri del Team Rocket. Il motivo principale della censura è collegato al massacro della Columbine High School e altri eventi simili che sono avvenuti negli Stati Uniti. La mancanza di questo episodio ha creato dei dubbi tra i telespettatori della serie, in quanto negli episodi successivi il protagonista, Ash, ha con sé molti Tauros, catturati nella Zona Safari, di cui i fan dell'anime, non avendo visto l'episodio censurato, si chiedono la provenienza.
Nel terzo episodio, durante il corso della storia, Brock si ammala gravemente e finisce in ospedale. La Warner Bros. non ha mai dichiarato il motivo della censura e le idee più diffuse sulla causa sono tre: la prima è che in quel momento si era diffuso l'allarme SARS (i sintomi mostrati da Brock durante l'episodio sono infatti molto simili alla malattia accennata); altri affermano che l'episodio è stato censurato perché Brock, in stato febbrile, tentando di baciare l'infermiera, la confonde con Jynx (ma poi riconosce il Pokémon ed evita il bacio); si ritiene, inoltre, che sia stato censurato per via dell'aspetto del Pokémon, che ricorderebbe lo stereotipo di donna dalla pelle nera. Successivamente, a causa delle proteste degli afroamericani, la Nintendo avrebbe cambiato il colore della pelle di Jynx trasformandola in viola.
L'episodio Le creature marine (Tentacool and Tentacruel), è stato censurato a partire dal 2001, dopo la prima messa in onda nel 1998 e in seguito a tre successive repliche, poiché Tentacruel distrugge un grattacielo, il che, secondo la rete, avrebbe potuto evocare nella mente degli statunitensi gli attentati dell'11 settembre 2001.
Altri episodi che non sono stati trasmessi sono Rocket-dan VS Plasma-dan! (Part 1) (ロケット団ＶＳプラズマ団！（前編）?, Team Rocket contro Team Plasma (prima parte)) e Rocket-dan VS Plasma-dan! (Part 2) (ロケット団ＶＳプラズマ団！（後編）?, Team Rocket contro Team Plasma (seconda parte)), originariamente programmati rispettivamente per il 17 e il 24 marzo 2011. In seguito al terremoto e maremoto del Tōhoku del 2011, la messa in onda su TV Tokyo è stata posticipata. Il Team Plasma, protagonista dei due episodi, è stato tuttavia introdotto in una puntata successiva e alcune delle animazioni mostrate nell'anteprima dei due episodi sono state riutilizzate in altri contesti.
A suscitare polemiche è stato anche l'episodio Satoshi and Nagetukesaru! Touchdown of Friendship!! (サトシとナゲツケサル！友情のタッチダウン！！?, Ash e Passimian! Touchdown di Un'Amicizia!!) appartenente alla serie Pokémon: Serie Sole e Luna - Ultravventure, in cui Ash, per cercare di fare amicizia con un gruppo di Passimian, si traveste come loro e cerca di emulare i loro comportamenti colorandosi il volto di nero. Questa dinamica avrebbe potuto richiamare il blackface, uno stile di make-up teatrale che consiste nel truccarsi in modo marcatamente non realistico per assumere le sembianze stilizzate di una persona di pelle nera. Negli Stati Uniti questo fenomeno viene considerato uno stereotipo razziale negativo degli afroamericani; per questa ragione, l'episodio è stato censurato nel paese, e di conseguenza, nell'intera edizione occidentale.

### Film
Il 1º aprile 1997 venne trasmesso in Giappone, sul canale TV Tokyo, il primo episodio del cartone animato omonimo basato sui videogiochi Pokémon Rosso e Blu. La serie animata ebbe tanto successo che il 18 luglio dell'anno seguente venne proiettato in Giappone Pokémon il film - Mewtwo colpisce ancora, il primo di una lunga serie di lungometraggi basati sull'anime. A partire dal 1998 è stato realizzato un film ogni anno (più alcuni lungometraggi speciali): tutti hanno come protagonista Ash Ketchum assieme ai suoi amici, e in ciascuno compare fra i personaggi principali almeno un Pokémon leggendario o misterioso. In Italia alcuni dei film sono stati distribuiti in VHS e DVD, altri sono stati trasmessi su canali televisivi a pagamento, mentre il decimo, Pokémon: L'ascesa di Darkrai, è stato fruibile per alcuni giorni sul sito web ufficiale. Dopo aver reso disponibile lo streaming gratuito di un film alla volta a rotazione, Pokémon TV ha poi reso disponibile l'acquisto o il noleggio di essi tramite iTunes e (in alcuni casi) Google Play.
Oltre l'universo cartoon, Pokémon ha ottenuto una trasposizione live-action, intitolata Pokémon: Detective Pikachu e ispirato all'omonimo gioco per Nintendo 3DS: tale film è stato realizzato per opera di Warner Bros. e Legendary, che ne hanno ottenuto i diritti proprio da The Pokémon Company. Il film è uscito nelle sale statunitensi nel maggio 2019.

## Gioco di carte collezionabili
La Wizards of the Coast, già editrice del famoso gioco di carte collezionabili Magic: l'Adunanza, nel 1998 acquisisce dalla Nintendo i diritti per pubblicare nel Nord America, in Europa e in Medio Oriente, un gioco di carte collezionabili basato sui Pokémon. Il gioco ebbe successo, tanto da far uscire un videogioco omonimo nello stesso anno, e nel 1999 la Hasbro acquisì la Wizards of the Coast. Tuttavia dal 2003, la Nintendo non rinnovò la licenza alla Hasbro e pubblicò in proprio il gioco.
La serie di carte del 2003, pubblicata dalla stessa Nintendo, può essere letta come fosse una carta a banda magnetica con l'apposito e-Reader, un lettore di carte che può essere inserito nel Game Boy Advance come una normale cartuccia. In Italia, Nexus pubblica le carte. Nell'autunno 2004, il gioco passa da Nexus a 25 Edition.
Il Pokémon Trading Card Game è diffuso in 74 nazioni e tradotto in 11 lingue.

## Merchandising e web

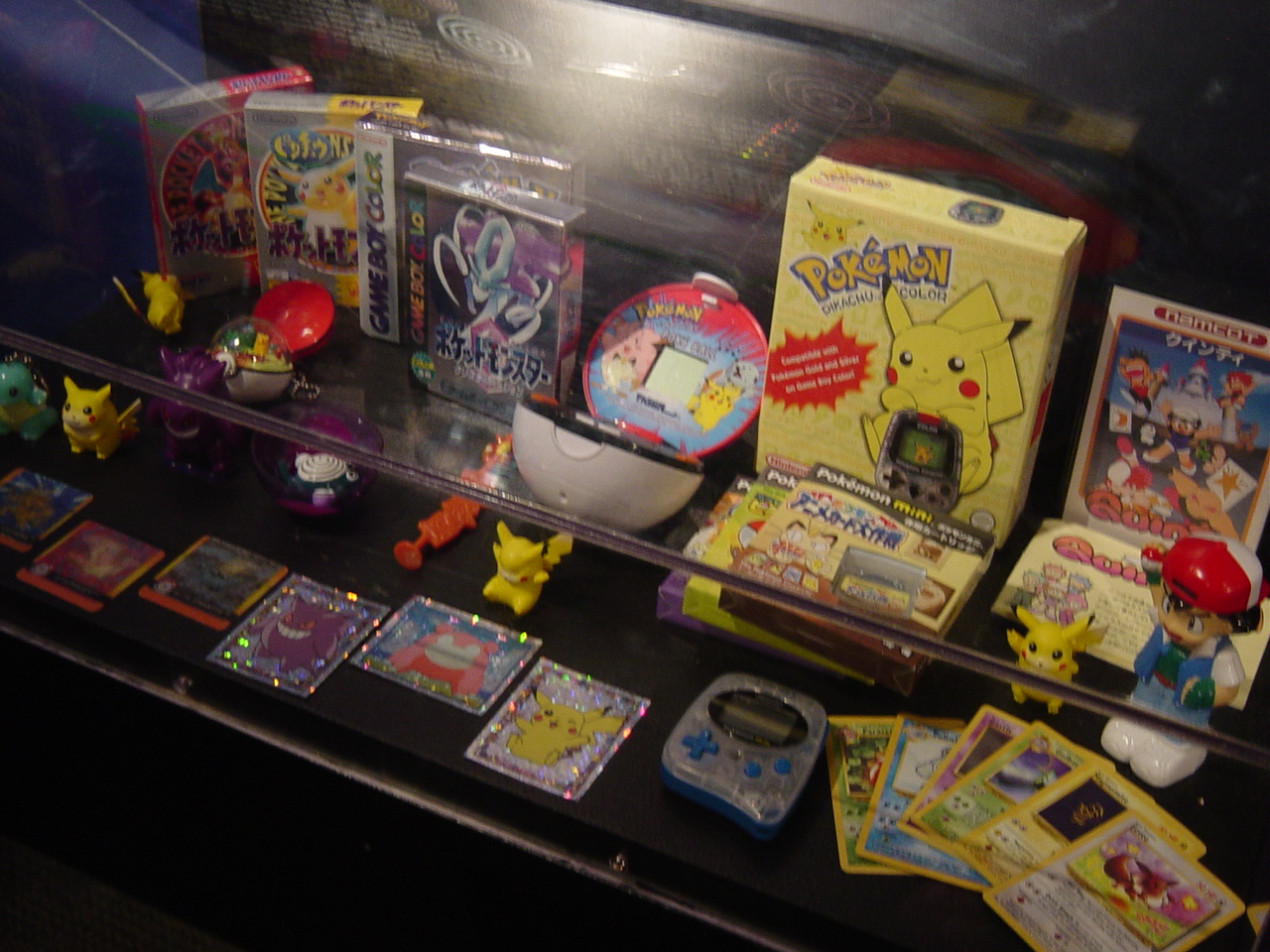
Prodotti della serie Pokémon

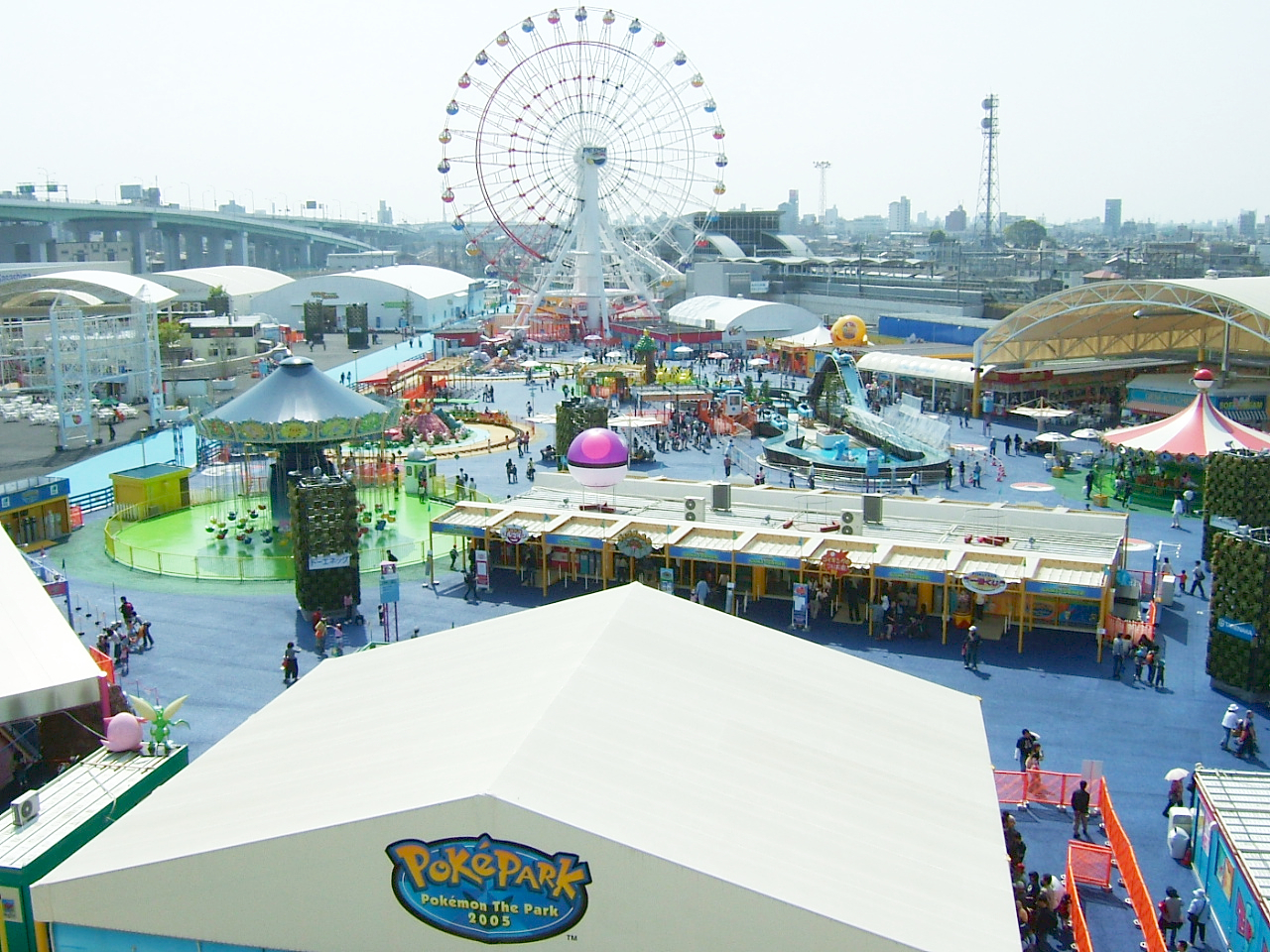
PokéPark 2005

In seguito all'avvento del videogioco e della serie animata la Nintendo ha messo in commercio vari oggetti che raffigurano il logo Pokémon, i Pokémon e i personaggi dell'anime. Tra gli oggetti più venduti ricordiamo i capi di abbigliamento (magliette, felpe e cappellini), i pupazzi, i DVD e le videocassette della serie animata e dei film, i vari giochi da tavolo (tra cui i puzzle), i libri e le raccolte di figurine. Inoltre sono stati anche commercializzati prodotti come orologi (da tavolo e da polso), poster, cuscini, portachiavi, spille e addirittura un Pokédex tascabile.
In Giappone si annoverano sette Pokémon Center, enormi negozi specializzati nella vendita di oggetti riguardanti i Pokémon. Negli USA è stato aperto un unico Pokémon Center, trasformato nel febbraio del 2005 in uno dei Nintendo World. Nel 2012 la divisione giapponese di Amazon.com ha aperto una sezione dedicata ai prodotti a tema Pokémon.
In Italia, nel corso del 2000, la Parmalat ha messo in commercio le buste del suo latte dotandole di un adesivo che raffigurava un Pokémon e all'interno delle sue merendine ha inserito alcune calamite dedicate ai mostriciattoli giapponesi. La raccolta punti prevedeva inoltre come premi felpe e orologi da polso (PokéWatch). Nel 2010, con 1 476 442 copie vendute, il calendario dei Pokémon prodotto dalla McDonald's è entrato nel Guinness dei primati come calendario più acquistato nell'arco di un anno.
Nel corso del 2008 è stata inoltre prodotta una collezione di t-shirt, denominata "Pokémon 151", dedicata ai Pokémon della prima generazione. Sono state create solamente quattro magliette relative ai Pokémon Hypno, Cubone, Articuno e Mewtwo. Dopo un iniziale annuncio di chiusura del sito, in occasione del lancio di Pokémon Oro HeartGold e Argento SoulSilver sono state prodotte altre due magliette raffiguranti i Pokémon leggendari della seconda generazione Ho-Oh e Lugia e acquistabili presso i Pokémon Center giapponesi.
La Pokémania ha invaso anche il web. Fin dagli anni 1990 i fan della serie hanno creato numerosi siti web dedicati alle creature giapponesi, spesso specializzati nella produzione di soluzioni e strategie per i videogiochi della serie. Il fenomeno Pokémon è esploso in vari paesi europei (tra cui Italia, Spagna, Germania e Francia) e nel resto del mondo, portando alla creazione anche di forum e MMORPG dedicate alle creature. Sebbene l'entusiasmo nei confronti dei Pokémon sia andato via via esaurendosi nel corso del tempo, la fama dei Pokémon viene rievocata a fasi alterne, in particolare in prossimità della pubblicazione di videogiochi appartenenti a nuove generazioni o disponibili per differenti console. Con l'arrivo degli smartphone e dei tablet sono state inoltre pubblicate svariate app per iOS e Android, tra cui un videogioco basato sul Pokémon Trading Card Game.
Per quanto riguarda l'anime, la concorrenza di serie animate prodotte nell'arco di quindici anni sono riusciti a oscurarne almeno in parte il successo del cartone animato, che ha comunque inserito vari elementi di novità come le innovazioni tecniche, tra cui il passaggio all'animazione digitale nel 2002 e la trasmissione in alta definizione nel 2009. Nonostante l'apparente obsolescenza del prodotto, sono state creati altri cartoni animati che presentano elementi che richiamano aspetti già presenti nel mondo dei Pokémon, come ad esempio l'anime Digimon, che hanno riscosso un discreto seguito di pubblico, riuscendo a inserirsi nei palinsesti di emittenti televisive concorrenti. Tom Ruegger sostiene che la trasmissione dell'anime Pokémon all'interno di Kids' WB abbia portato la Warner Bros. a smettere di investire su produzioni quali Animaniacs, Freakazoid e Mignolo e Prof. in favore del cartone giapponese, anche per merito del vantaggioso accordo economico stretto con 4Kids Entertainment.
Nell'ambito dei videogiochi le vendite dei remake Pokémon Rubino Omega e Zaffiro Alpha in Giappone sono state inferiori solamente ai videogiochi Yo-kai Watch 2: Spiritossi e Polpanime, appartenenti alla serie Yo-kai Watch prodotta da Level-5, paragonata da alcuni critici al franchise ideato da Satoshi Tajiri.

## Controversie
I Pokémon sono stati spesso oggetto di aspre polemiche.

### Critiche religiose
Alcuni gruppi fondamentalisti cristiani statunitensi ritengono che i Pokémon abbiano un'origine satanica. Nello specifico, dopo la pubblicazione della versione inglese di Pokémon Giallo negli Stati Uniti, le accuse fatte ai Pokémon da parte di questi gruppi sono state le seguenti:
- I Pokémon si evolvono, in maniera analoga alla metamorfosi che porta un bruco a diventare una farfalla.[64] Poiché l'evoluzione nega il creazionismo, i Pokémon negano alcune interpretazioni della Bibbia. Alcuni Pokémon necessitano inoltre di strumenti particolari, tra cui pietre "magiche", per effettuare l'evoluzione.
- Molti Pokémon seguono e praticano concetti asiatici spirituali e mistici. Per esempio, alcuni praticano arti marziali, che per alcuni gruppi cristiani statunitensi è un passaggio che porta alle religioni pagane. Inoltre il mondo in cui è ambientato presenta le tradizioni asiatiche verso le forze degli elementi, essendo i creatori di origini giapponesi.
- I Pokémon sono simili a demoni: possono essere catturati ed essere invocati per svolgere varie azioni (per esempio tagliare un albero, spingere una roccia o illuminare un luogo buio).[64]
- Alcuni Pokémon (per esempio Mismagius, Murkrow e Houndoom, che somiglia a Cerbero) ricordano stregoni o demoni.
- Per controllarli (soprattutto quando sono a livelli molto alti) bisogna usare "talismani" magici (le medaglie ottenute nelle palestre).[64]
- Alcuni Pokémon possiedono poteri paranormali o psichici.[64] Questi non derivano da Dio e quindi, secondo alcune dottrine cristiane, sono poteri donati da Satana.

Inoltre, secondo alcuni, nella sigla originale in inglese, se viene ascoltata al contrario (backmasking) la frase "gotta catch 'em all" è possibile udire "I love Satan" (amo Satana) o "oh Satan". Per questo motivo alcune organizzazioni cristiane credono che i Pokémon istighino al satanismo in modo subliminale.
Il Vaticano, attraverso il canale satellitare SAT2000, ha dichiarato che i giochi di carte e i videogiochi dei Pokémon «non hanno alcuna controindicazione morale» e «allenano i bambini alla fantasia e all'inventiva». Inoltre ha sottolineato che le storie «si basano sempre su un legame di amicizia intenso tra l'allenatore e il suo Pokémon».

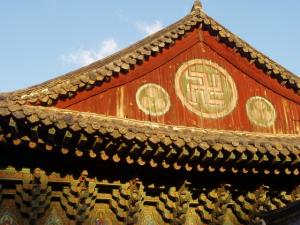
Il manji in cima a un tempio buddista

Altre critiche sono giunte da membri della comunità ebraica, per l'uso della svastica, simbolo del nazismo, in modo inappropriato. La Nintendo ha dichiarato che è stato solo un malinteso, poiché la svastica o "manji", orientata in senso antiorario (卍), in Oriente rappresenta il sole e viene usata come auspicio di buona fortuna dalla religione induista da circa 2000 anni. In Giappone, la svastica non è sempre associata al nazismo (che usava come simbolo una svastica in senso orario), ma può indicare un tempio buddista allo stesso modo dell'obelisco (†) che in occidente indica una chiesa.
Il manji si trova solo nella versione giapponese di una carta del Pokémon Trading Card Game ("Koga's Ninja Trick" appartenente al set Gym Challenge, in cui compaiono i Pokémon Golbat e Ditto) che non venne pubblicata nel mercato statunitense. Tuttavia, alcuni gruppi ebraici attaccarono le versioni giapponesi arrivate negli USA attraverso importazioni non autorizzate, sebbene il manji abbia i rembi rivolti in direzione opposta alla svastica nazista. Per questo motivo la Nintendo interruppe l'uso del simbolo nella versione giapponese. Questo causò, in Giappone, una violenta reazione pubblica per l'intolleranza dimostrata nei confronti dei simboli della religione buddista.
I Pokémon sono stati anche attaccati nel 2001 dagli islamici. In Arabia Saudita il gioco di carte è stato criticato perché promuoveva il gioco d'azzardo. Tuttavia nei paesi moderati, ad esempio Turchia e Pakistan, non ci fu nessuna minaccia. Invece una fatwā, un editto religioso, indetta da uno sceicco saudita, incitò i musulmani a stare attenti al gioco, poiché venne notato che in molte carte sono raffigurate «stelle a sei punte, simbolo del sionismo internazionale e dello Stato d'Israele» (in riferimento al simbolo "energia incolore").

### Sanità
Il 38º episodio della prima serie ha causato 685 casi di epilessia. Dopo questo incidente la Nintendo mise un avviso nei videogiochi riferito ai soggetti affetti da epilessia fotosensitiva.

### Crudeltà verso gli animali
Alcuni hanno messo a confronto il meccanismo originario delle lotte tra Pokémon e la pratica, fuorilegge, del combattimento tra galli. Da questo punto di vista, il gioco si fonda principalmente sul fatto che gli allenatori di Pokémon devono catturare e far combattere tra loro animali selvatici. Inoltre le pozioni e gli altri oggetti, che servono a curare o a migliorare l'abilità del Pokémon durante le lotte, sono considerate al pari delle droghe e delle sostanze stupefacenti. Alcuni pensano che ciò inciti i bambini alla crudeltà verso gli animali o verso il gioco d'azzardo.
Tuttavia, molti fan della serie vedono gli scontri come una competizione amichevole tra due squadre di Pokémon e tra i loro allenatori. Da questo punto di vista, gli allenatori non costringono i Pokémon a sfidarsi a tutti i costi. Nonostante esistano Pokémon territoriali (ad esempio Pidgeotto), la loro aggressività è completamente differente da quella dei galli da combattimento, che lottano fino a quando uno dei due muore.
In occasione dell'uscita statunitense di Pokémon Nero 2 e Bianco 2 il PETA ha prodotto un minigioco dal titolo Pokémon Black & Blue. Nella parodia sono raffigurati vari Pokémon, tra cui Pikachu e i Pokémon iniziali Tepig, Snivy e Oshawott, alcuni personaggi dei videogiochi della quinta generazione (Komor, Professoressa Aralia e Ghecis) oltre all'Infermiera Joy e Ash Ketchum. Sono state inoltre prodotte alcune carte fittizie del Pokémon Trading Card Game raffiguranti i personaggi del minigioco. Secondo Nintendo e The Pokémon Company il PETA avrebbe effettuato un "uso improprio dei loro prodotti".

### Razzismo

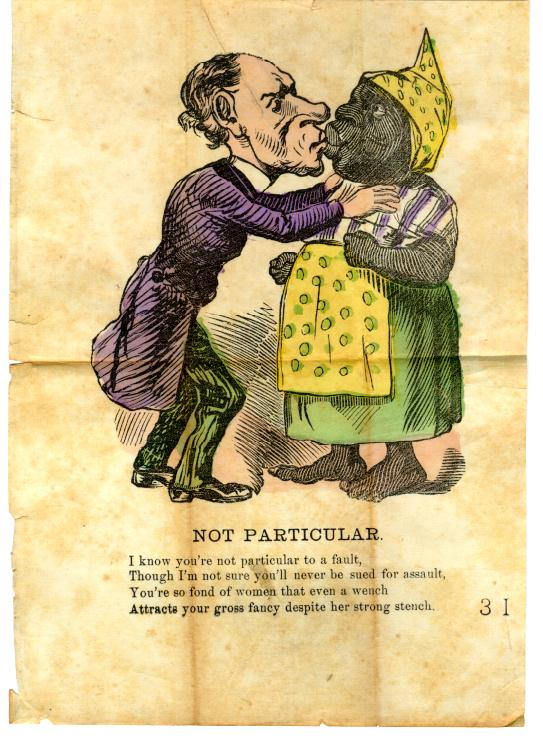
Una cartolina che raffigura lo stereotipo di Mammy afroamericana

Il Pokémon Jynx originariamente aveva una pelle scura, poiché era una parodia di una moda giapponese, il ganguro, o yamanba, in voga nel periodo dell'uscita del videogioco. Molti afroamericani, tra cui la scrittrice Carole Boston Weatherford, accusarono il videogioco di fornire, attraverso il Pokémon, un'immagine stereotipata delle persone di colore. Nel 2002, in risposta a questa controversia, la Nintendo cambiò il colore del Pokémon rendendo viola sia le mani che il viso.
Una controversia simile ha coinvolto la capopalestra Aloé. In uno dei primi disegni, il personaggio indossava un lungo grembiule in seguito rimosso poiché l'elemento richiamava le Mammy afroamericane. Sebbene nel videogioco e nell'anime in cui appare Aloé si veda il grembiule, tale indumento è stato eliminato in tutte le scene nel corso della trasmissione statunitense dell'episodio.
In un episodio della serie Sole e Luna, il protagonista Ash Ketchum si colora la faccia di nero per assomigliare al Pokémon Passimian. Questa dinamica ha suscitato polemiche poiché richiamerebbe alla Blackface, che negli Stati Uniti viene percepito come uno stereotipo razziale negativo degli afroamericani. Per questa ragione, l'episodio è stato censurato nell'edizione occidentale.

### Controversie legali
Nel novembre del 2000 Uri Geller affermò che Kadabra (il cui nome originale giapponese, Yungerer, si ritiene possa derivare da quello di Geller) era "un Pokémon malvagio e occulto" e che la Nintendo aveva rubato la sua identità usando il suo nome. Geller, che inoltre riteneva i segni a forma di S sul corpo del Pokémon un richiamo alle SS naziste, perse la causa.
Nello stesso anno la Morrison Entertainment Group portò la Nintendo in tribunale per via della somiglianza tra "Pokémon" e "Monster in my pocket". L'avvocato di Morrison, commentando la perdita della causa, ha dichiarato «stiamo fallendo poiché tutti pensano che [Monster in My Pocket] sia un plagio dei Pokémon».

### Gioco d'azzardo
Nel 1999 è stata avviata una class action contro Nintendo, Wizards of the Coast e 4Kids Entertainment, accusate di promuovere il gioco d'azzardo mediante la vendita di carte da gioco collezionabili.
Nelle versioni europee di Pokémon Platino e Pokémon Oro HeartGold e Argento SoulSilver sono state rimosse le slot machine. Negli ultimi due titoli è stato inoltre inserito un minigioco, denominato "Gira Voltorb", a causa della legislazione riguardante il gioco d'azzardo. A partire dai videogiochi della quinta generazione è assente il casinò, eliminato anche da Pokémon Rubino Omega e Zaffiro Alpha, remake di Pokémon Rubino e Zaffiro.

### Pokémon Go
L'applicazione mobile Pokémon Go è stata criticata per l'utilizzo della realtà aumentata e della geolocalizzazione degli utenti. Sono state avanzate numerose lamentele riguardanti la possibilità di catturare Pokémon all'interno di località considerate non appropriate, tra cui lo United States Holocaust Memorial Museum di Washington o il campo di concentramento di Auschwitz. Pokémon Go presenta un disclaimer all'avvio.
La versione per iOS dell'app è stata al centro di critiche per la mancanza di sicurezza, in particolare per quanto riguarda i permessi legati alle credenziali dell'account Google associato. L'applicativo è stato aggiornato rimuovendo la funzionalità, inserita per errore.

### Zbtb7
Nel gennaio del 2005 è stato scoperto un gene responsabile del cancro inizialmente chiamato POKemon, abbreviazione di "POK erythroid myeloid ontogenic factor". Tuttavia, nel dicembre dello stesso anno, la Nintendo, minacciando azioni legali, ha chiesto al Memorial Sloan-Kettering Cancer Center di cambiare il nome del gene. Il MSKCC ha deciso di utilizzare solamente il nome Zbtb7.

### Parodie
- Una moda pericolosa (Chinpokomon) è il decimo episodio della terza stagione di South Park. È una satira sulla Pokémania. I personaggi dell'anime seguito da uno dei protagonisti, Cartman, rispecchiano Ash, i membri del Team Rocket,[93] oltre ad alcuni Pokémon come "Gatto furioso", parodia di Meowth.[94] Per tutta la durata dell'episodio viene messo in risalto l'aspetto del marketing dei Pokémon, specie su pupazzetti e videogiochi. Inoltre Kenny viene colpito da un attacco epilettico mentre gioca al videogioco dei Chinpokomon (che ha come scopo la distruzione di Pearl Harbor), che probabilmente è un riferimento al 38º episodio dei Pokémon (Dennou Senshi Porygon). Chinpoko in giapponese significa piccolo pene.
- Anche nei fumetti sono stati parodiati i Pokémon. Per esempio nella storia Paperino e la mania dei Cicciomon, scritta da Carlo Gentina e disegnata da Andrea Maccarini pubblicata nel numero 2359 di Topolino del 13 febbraio 2001, Qui, Quo e Qua, i nipotini di Paperino, diventano appassionati dei Cicciomon fino a quando lo zio, con l'aiuto di Pico De Paperis e del cugino Gastone, proclama "la settimana dei Cicciomon" riuscendo a farli odiare ai tre gemelli. Le similitudini tra i Cicciomon e i Pokémon, oltre al nome e all'aspetto, riguardano anche la possibilità di evolversi, la presenza di videogiochi, cartoni, fumetti e una serie di gadget (dalle magliette alle merendine, dai poster alle figurine) che richiamano lo scoppio della Pokémania in Italia.
- Sempre nel 2001, all'interno della trasmissione satirica L'ottavo nano, condotta da Serena Dandini, veniva trasmesso uno sketch comico dal titolo Politikamon in cui l'attore Neri Marcorè prestava la voce di narratore in una breve scenetta in cui s'ironizzava sui politici raffigurandoli come mostriciattoli e facendoli lottare tra loro in combattimenti che richiamavano quelli dell'anime.[95]
- Nel programma televisivo Premiata Teleditta, ideato dal quartetto comico Premiata Ditta, c'era una parodia dell'anime Pokémon nota con il nome di Dittamon. La sigla iniziale era affidata ai Ricchi e Poveri (chiamati "Ricchi e Povemon"). Tra le guest star che si prestavano a interpretare i mostri tascabili figuravano Jury Chechi e Mino Reitano.
- Nei numeri 23, 24 e 25 di Rat-Man Collection è prevista una collezione di figurine, parodia dei Pokémon, chiamata "Piccoli Mostri". Nel mondo immaginario di Rat-Man, ne esistono diverse edizioni (tra cui quella rilegata in pelle umana) e il cui numero dei personaggi aumenta di un'unità ogni 25 minuti. Leo Ortolani ironizza, inoltre, sull'eccessivo prezzo delle bustine, ottenibili tramite baratto di genitori, organi, sorelle, vergini, bambini o anime.
- Nell'episodio L'attacco degli Osomon de Le nuove avventure di Scooby-Doo ci sono animaletti dall'aspetto carino chiamati "Osomon" basati sui Pokémon.